# NGC 2090
NGC 2090 ist eine Spiralgalaxie vom Hubble-Typ SAb im Sternbild Taube. Sie ist schätzungsweise 40 Millionen Lichtjahre von der Milchstraße entfernt und hat einen Durchmesser von etwa 45.000 Lj.
Die Galaxie wurde am 29. Oktober 1826 von dem Astronomen James Dunlop mit einem 9"-Teleskop entdeckt; die Entdeckung wurde später im New General Catalogue verzeichnet.

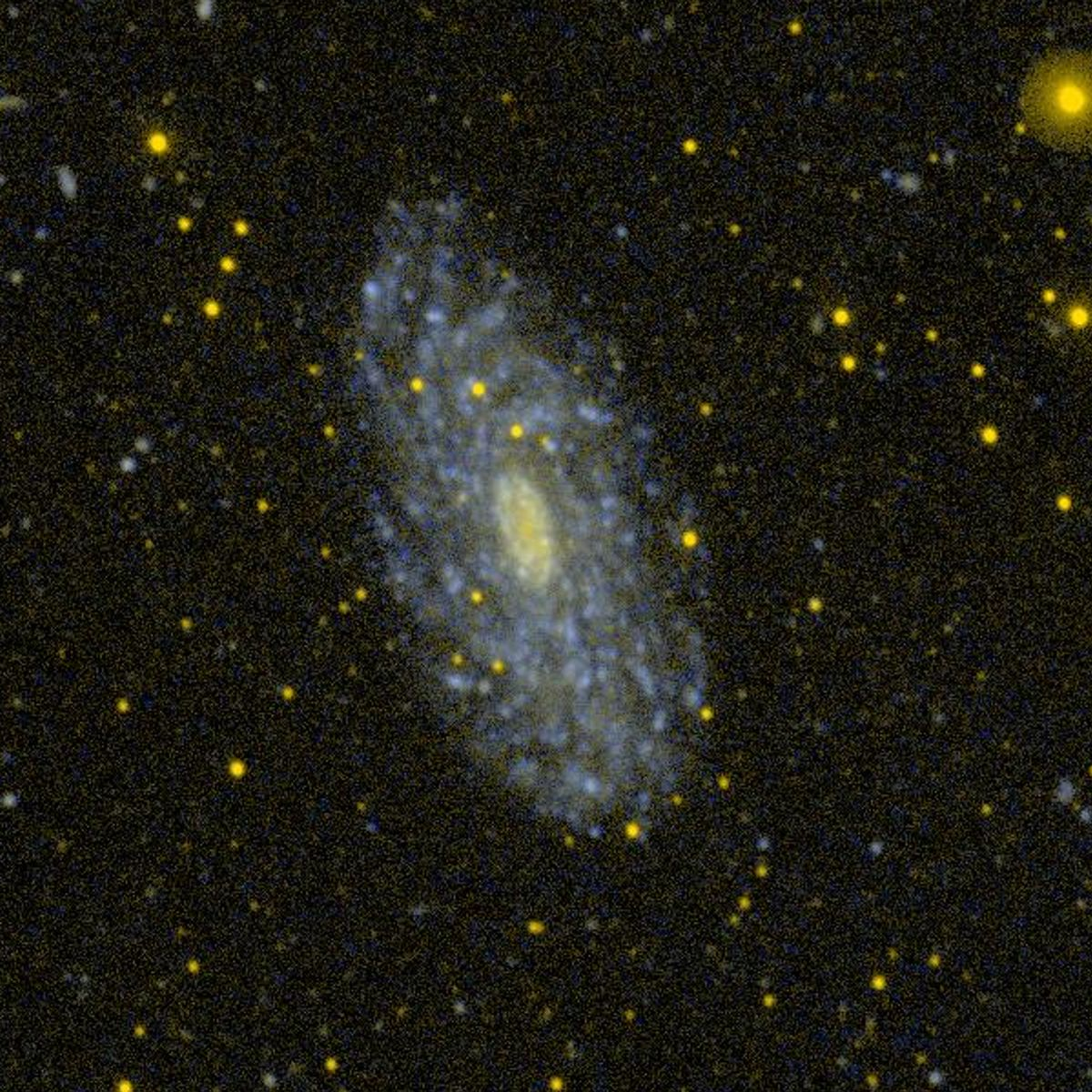
Aufnahme der Ultraviolettstrahlung mittels GALEX
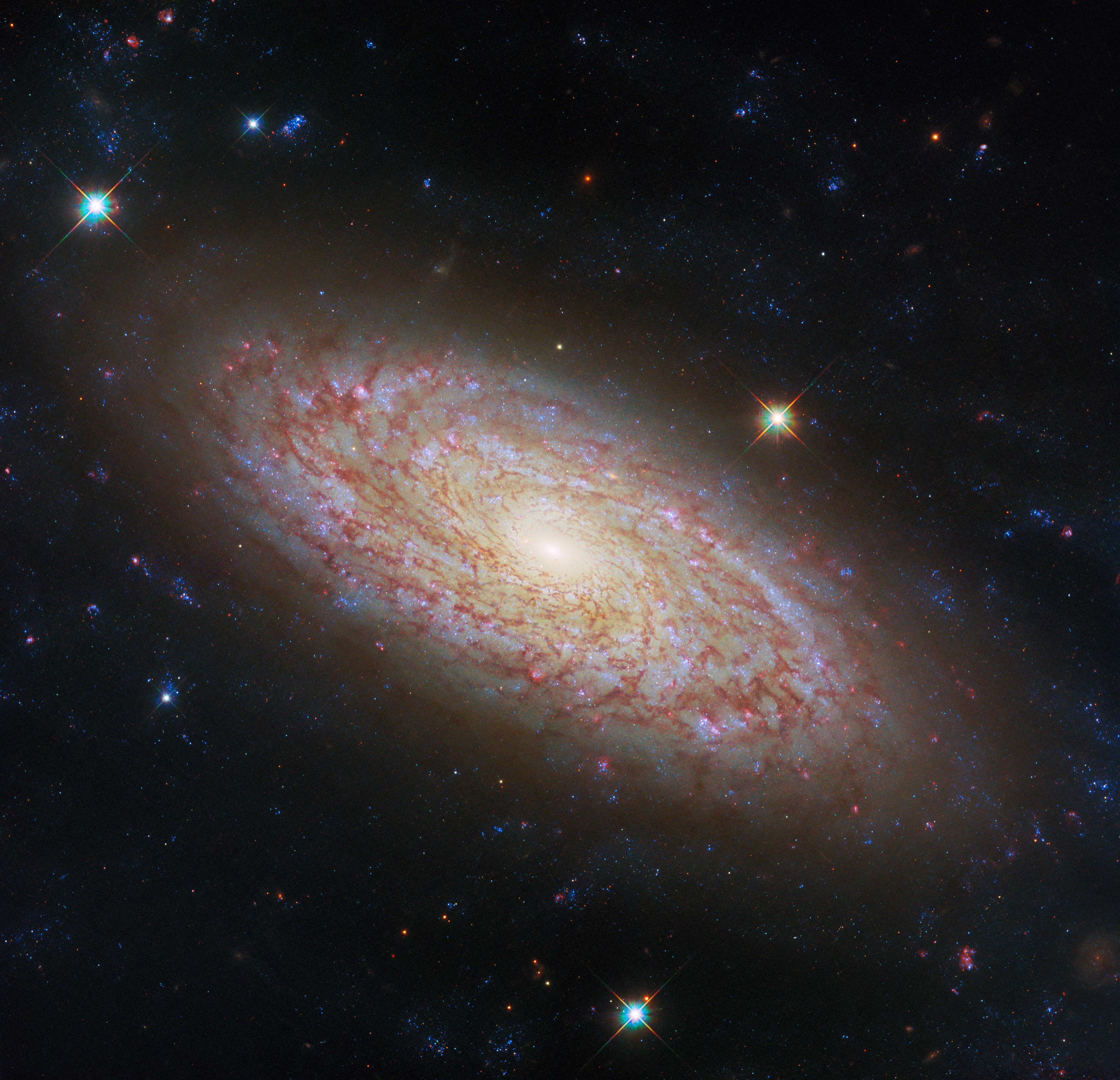
Detaillierte Aufnahme des zentralen Bereichs durch das Hubble-Weltraumteleskop
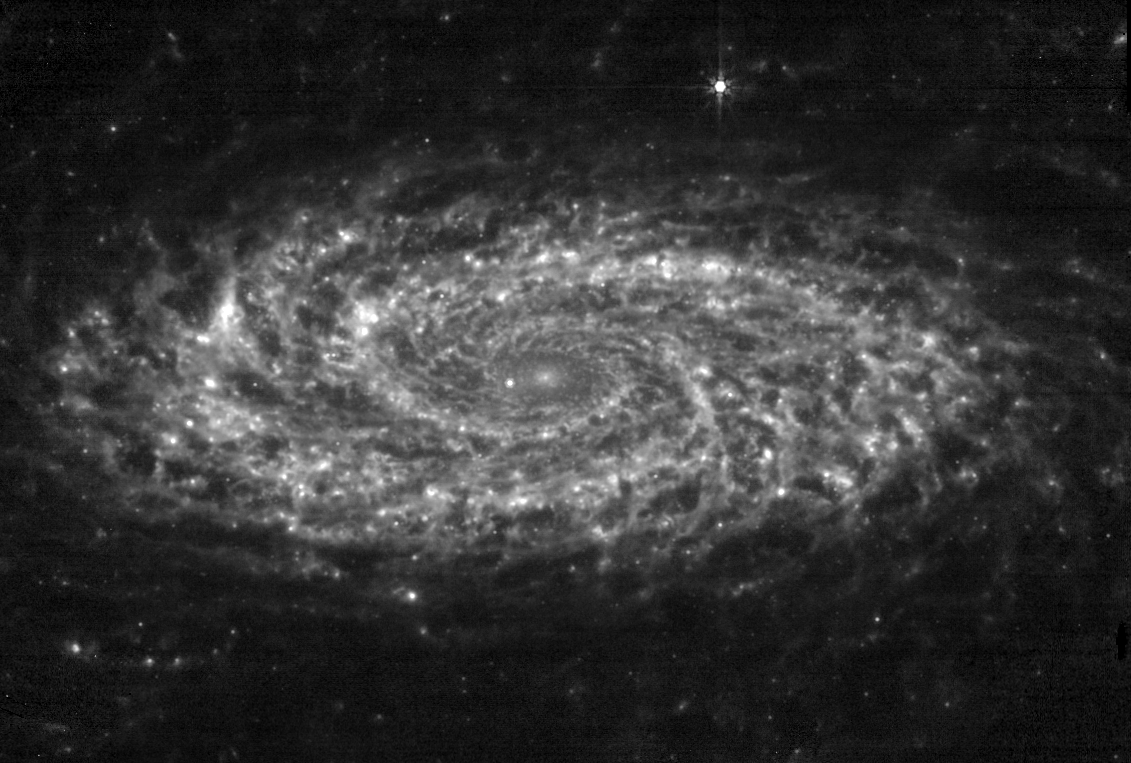
MIRI-Aufnahme des James Webb-Weltraumteleskops
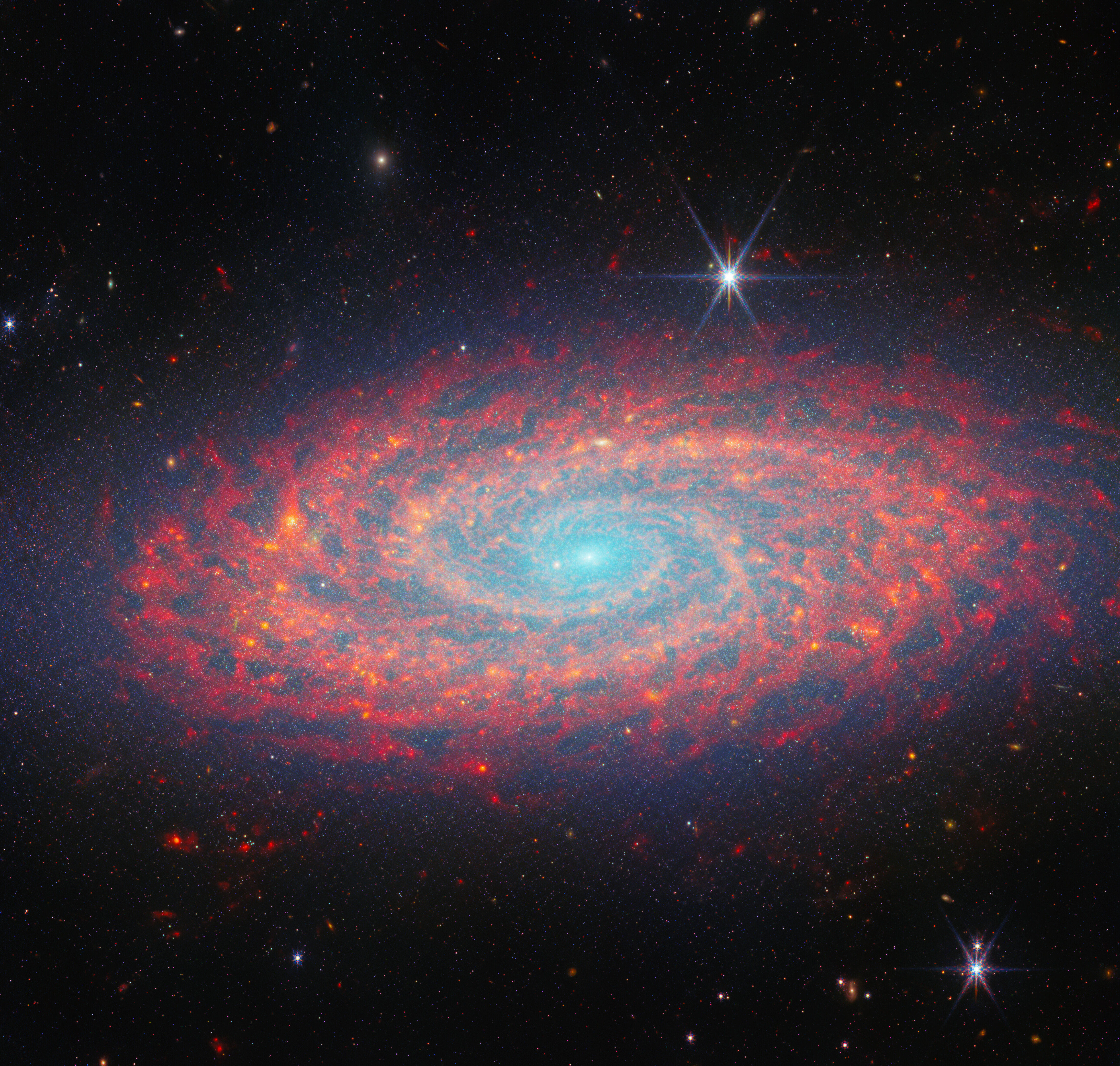
Infrarotaufnahme durch das James Webb-Weltraumteleskop

An NGC 2090 wurde verschiedene Beobachtungen mit dem Hubble-Weltraumteleskop durchgeführt. Eine Reihe von 13 Beobachtungen des peripheren Bereichs führte zu einer Abstandbestimmung anhand von Cepheiden auf 12,3 Mpc, was einer Distanz von 40 Millionen Lichtjahren entspricht.